# Nenciulești
Nenciuleşti é uma comuna romena localizada no distrito de Teleorman, na região de Muntênia. A comuna possui uma área de 41.05 km² e sua população era de 2652 habitantes segundo o censo de 2007.